# Betonmine

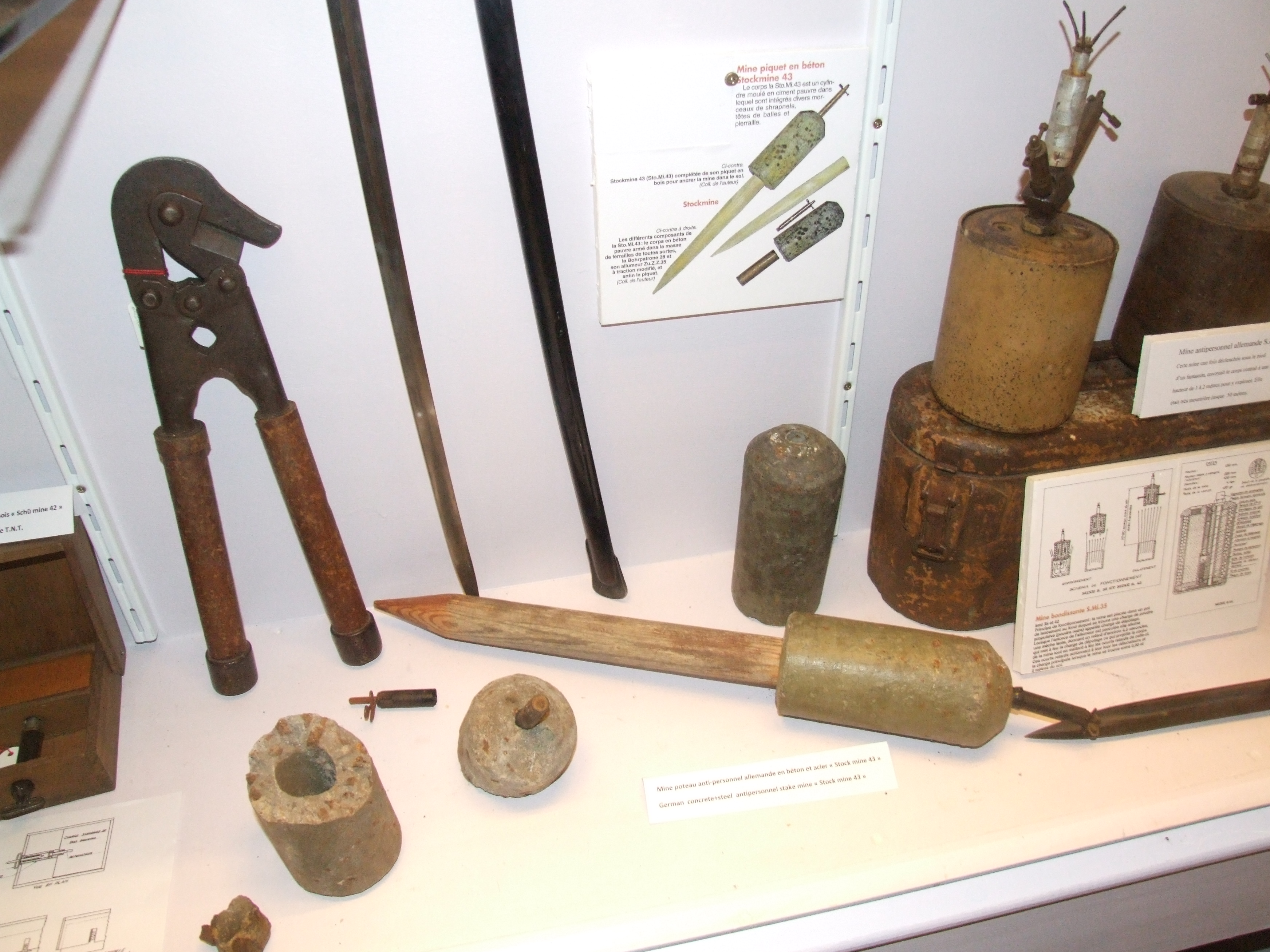
Stockmine M43 ausgestellt im Mémorial du Souvenir in Dünkirchen

Die Betonmine, oder Stockmine M43, ist eine im Zweiten Weltkrieg verwendete, deutsche Antipersonenmine, die ihren Namen ihrer Betonhülle verdankt.

## Aufbau
Betonminen bestehen aus einem zylindrischen Betonmantel, der mit Metallkugeln durchsetzt ist. In der Mitte des Zylinders befindet sich ein Hohlraum, der den Sprengstoff enthält, meist Pulver oder TNT. Am oberen Ende des Zylinders, über dem Sprengstoff, ist der Zünder angebracht. Die Minen sind hauptsächlich mit einem Druckzünder ausgestattet, der bei Belastung von oben den Sprengsatz zündet. Eine weitere Zündermöglichkeit ist die vernetzende. Hierbei werden Stolperdrähte zwischen den einzelnen Zündern gespannt, die bei Kontakt gleich mehrere Minen gleichzeitig detonieren lassen.
Die Betonmine verfügt außerdem über einen optionalen Metallsporn unter dem Sprengsatz, aufgrund dessen sie hauptsächlich unter dem Namen „Stockmine“ bekannt ist. Dieser Eisenpfahl ist ungefähr so lang wie die Mine selbst (16 cm, zusammen 32 cm) und hat den Durchmesser der Zylinderaussparung in der Mitte (Minengesamtdurchmesser 7 cm). Er wurde benutzt, um die M43 schnell in die Erde zu rammen, oder als Grabwerkzeug verwendet.

## Produktion
Bei der Massenfertigung wurden Beton und Stahlschrott in eine vorgefertigte Hülle aus imprägnierter Pappe gefüllt. Auf diese Weise sparte man Metall, welches zu Kriegszeiten begrenzt war, und verwendete Beton, einen vorhandenen Baustoff, den es zur Genüge gab.

## Verwendung
Betonminen werden meist bis zum Zünder in Erde eingebettet, jedoch gab es auch Verwendungen oberhalb der Erdoberfläche, z. B. als Antipersonenmine mit Stolperdraht oder als Sprengsatz mit Fernauslöser.
Die Mine ist größtenteils unwirksam gegen harte Ziele. Verwendet wurde sie nur gegen weiche Ziele. Hierbei war sie in einem Radius von bis zu 60 Metern tödlich. Zum Einsatz kam sie unter anderem beim Afrikafeldzug und beim Heimatschutz. Aufgrund ihres hohen Gewichts von über 2,26 Kilogramm (Betonmantel + Sprengsatz + Metalldorn + Zünder) kam die Mine wohl nur beim Absichern bereits besetzten Gebiets zum Einsatz.

## Funktion
Eine in die Erde eingebettete oder gerammte, scharfe M43 detoniert bei Zünderkontakt wie folgt:
Der Metallsporn wird durch den Druck nach unten weggedrückt, was zu einem „Hüpfen“ der Mine führen kann. Die eigentliche Detonation findet somit z. T. bis zu einem Meter über Erdniveau statt. Hierbei zerreißt der Sprengsatz die Betonhülle und verschießt scharfkantige Betonsplitter und die darin enthaltenen Metallkugeln wie Geschosse.